# Тета1 Оріона C
Θ1 Оріона C є наймасивнішою і, відповідно, найяскравішою зорею розсіяного скупчення Трапеція Оріона, яке розташоване у центрі Туманності Оріона. 

## Фізичні характеристики

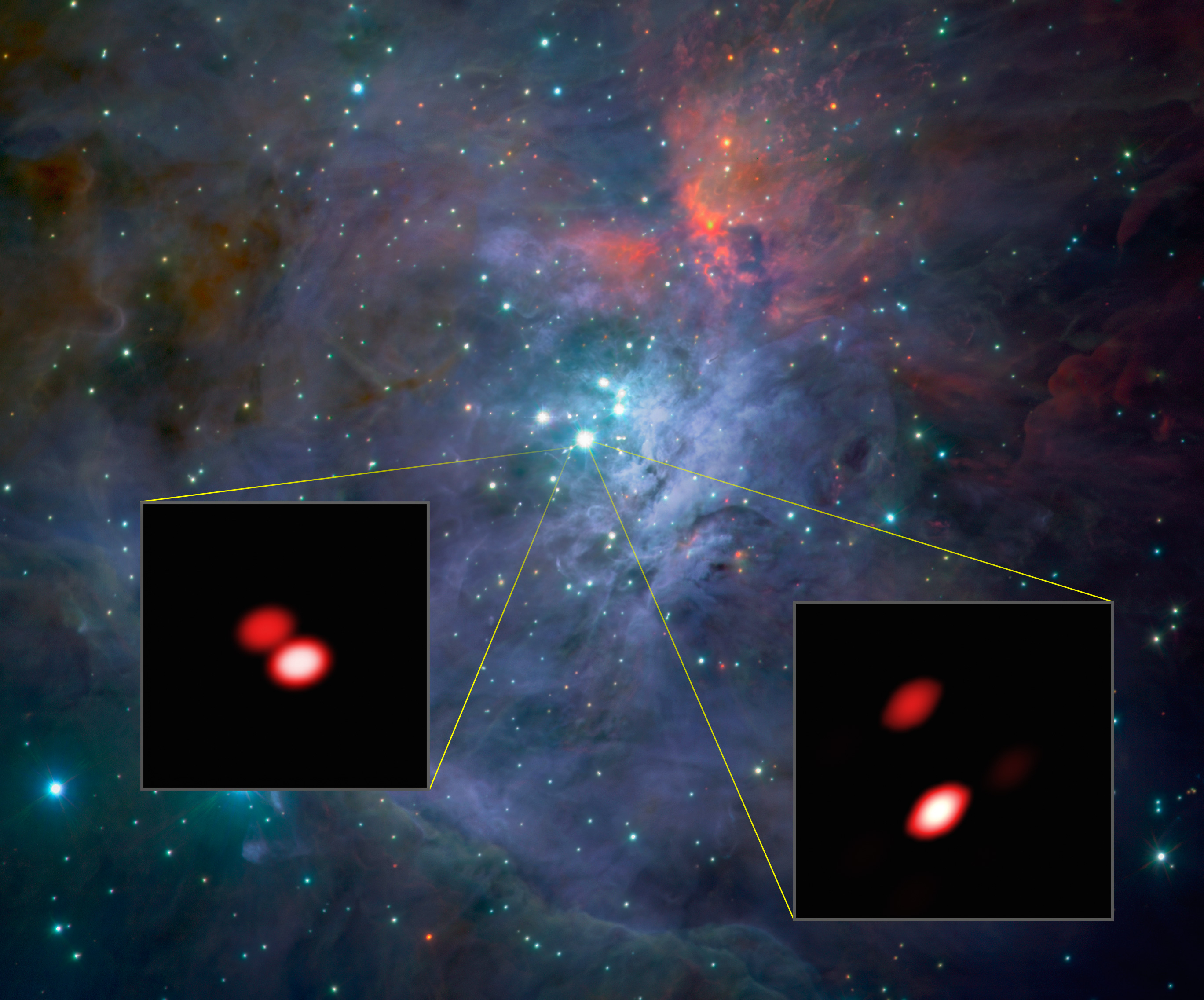
θ^{1} Orionis C виглядає як подвійна зоря з VLTI в ближній інфрачервоній області спектра інтерферометрії.

Ця зоря має спектральний клас O6. Завдяки своїй високій ефективній температурі Θ1 Оріона C випромінює максимум енергії в ультрафіолеті й тому її блиск набуває блакитного кольору. Її видима зоряна величина становить 5,1. При відстані від Землі в  1500 світлових років це відповідає абсолютній зоряній величині біля −3,2.
Θ1 Оріона C вкупі з іншими масивними зорями скупчення Трапеції Оріона забезпечує ультрафіолетове опромінення газу та пилу Туманності Оріона, що спричинює іонізацію газу та його повільного «видування» з області зайнятої цими зорями. Внаслідок своєї високої світності дана зоря генерує відтік плазми з зовнішніх шарів зоряної атмосфери зі швидкостями до 1000 км сек., що створює зоряний вітер в тисячу разів потужніший за сонячний вітер. 
Інфрачервоні зображення зорі Θ1 Оріона C свідчать, що вона насправді є тісною подвійною системою з
періодом обертання P = 11 років та ексцентриситетом орбіти e=0,53 - 0,59. Знаючи спостережуване кутове розділення компонент подвійної системи в 0,"037 можна визначити відстань до неї, яка лежить у межах від 410 до 456 парсек. Цікаво, що зоря  Θ1 Оріона C також показує змінність випромінювання в оптичному та рентгенівському діапазонах з періодом P=15,422 доби. 

### Еволюція
Відповідно до сьогоденних уявленнь про зоряну еволюцію після закінчення термоядерних реакцій горіння водню в центрі зорі Θ1 Оріона C перетвориться згодом на червоного надгіганта й через кілька мільйонів років закінчить свою еволюцію спалахом наднової.